# مارکو کورتی
مارکو کورتی (ایتالیایی: Marco Corti؛ زادهٔ ۲ آوریل ۱۹۸۶) دوچرخه‌سوار اهل ایتالیا است.